# Кубок СССР по современному пятиборью 1983
Кубок СССР по современному пятиборью среди мужчин 1983 года проводился в Краснодаре  РСФСР с 24 по 27 сентября. Всего на старт вышли 45 спортсменов, которые оспаривали награды в личном первенстве. Медали командного первенства оспаривали команды Вооружённых Сил, «Динамо» и ДСО «Профсоюзов» (в зачёт результаты 8 спортсменов).

## Кубок СССР. Мужчины. Личное первенство
| Дисциплина        | Золото                                    | Серебро                                           | Бронза                                            |
| Личное первенство | Игорь Брызгалов · Тбилиси · Динамо · 5656 | Сергей Рябикин · Москва · Вооружённые Силы · 5608 | Михаил Сергеев · Москва · Вооружённые Силы · 5532 |

## Кубок СССР. Мужчины. Командное первенство
| Дисциплина        | Золото                  | Серебро       | Бронза                  |
| Личное первенство | Вооружённые Силы 43 122 | Динамо 43 020 | ДСО «Профсоюзов» 41 243 |

- Фехтование. 24 сентября 1983 года.

Фехтовальный турнир принёс неожиданности в первый день. Многие известные пятиборцы выступили не совсем удачно. Не заладились дела у опытного Олега Булгакова, одного из самых искусных мастеров клинка среди пятиборцев. Всего 23 выигранных боя. Лучше всех справился армеец из Москвы Сергей Рябикин — 34 победы.
| Место | Спортсмен                    | Победы | Очки |
| ----- | ---------------------------- | ------ | ---- |
| 1.    | С. Рябикин Вооружённые Силы  | 34     | 1075 |
| 2.    | И. Чернышев Вооружённые Силы | 33     | 1050 |
| 3.    | И. Брызгалов Динамо          | 31     | 1000 |

- Конкур. 25 сентября 1983 г. Стадион «Динамо».

Средний уровень результатов в конкуре оказался достаточно высок. Нулевую оценку получил только Сергей Государев (Профсоюзы, Куйбышев). Кстати, выступавший во втором гите на этой же лошади армеец Виктор Кириенко привёз максимум очков — 1100. Победителем стал армеец Николай Королев (Москва).
| Место | Спортсмен                    | Очки |
| ----- | ---------------------------- | ---- |
| 1.    | Н. Королев Вооружённые Силы  | 1100 |
| 2.    | В. Кириенко Вооружённые Силы | 1100 |
| 3.    | И. Чернышев Вооружённые Силы | 1100 |

*Положение после двух видов. Личное первенство.
| Место | Спортсмен    | Спортивная организация | Очки |
| ----- | ------------ | ---------------------- | ---- |
| 1.    | И. Чернышев  | Вооружённые Силы       | 2150 |
| 2.    | И. Брызгалов | Динамо                 | 2100 |
| 3.    | М. Сергеев   | Вооружённые Силы       | 2095 |

- Плавание. 26 сентября 1983 г.

Бассейн «Динамо» (25 метровый). Дистанция 300 м.
Быстрее всех проплыл с великолепным временем А. Худяков (Вооружённые Силы), его результат — 3.10,1. И. Чернышев и И. Брызгалов сохранили лидирующие позиции. На третье место после плавания вышел Борис Сидоров (Московская область, Динамо).
Положение после трёх видов. Личные результаты.
| Место | Спортсмен    | Спортивная организация | Очки |
| ----- | ------------ | ---------------------- | ---- |
| 1.    | И. Чернышев  | Вооружённые Силы       | 3414 |
| 2.    | И. Брызгалов | Динамо                 | 3392 |
| 3.    | Б. Сидоров   | Динамо                 | 3330 |

## Стрельба. Бег
27 сентября 1983 г. г. В этот день по регламенту соревнований проводились два вида пятиборья стрельба и бег.
*Стрельба.
В 10.00 стартовал турнир по стрельбе.
Стрельбу выиграл Пээтр Коржец (Профсоюзы, Таллин) — 198 (1088 оч.). Сергей Рябикин и Игорь Брызгалов выбили по 197 оч. Лидер соревнований Чернышев показал результат — 191 (934 очка) и передвинулся на 5 место.
*Стрельба. Личные результаты.
 Стрельба.
| Место | Спортсмен    | Республика, город | Результат/Очки |
| ----- | ------------ | ----------------- | -------------- |
| 1.    | П. Коржец    | Профсоюзы         | 198/1088       |
| 2.    | С. Рябикин   | Вооружённые Силы  | 197/1066       |
| 3.    | И. Брызгалов | Динамо            | 197/1066       |

 Кросс.* Бег.
27 сентября 1983 г.
17.00: Легкоатлетический кросс по пересечённой местности.
Дистанция 4000 м. Спортсмены стартовали друг за другом через 1 минуту.
Сергею Рябикину, что бы стать первым необходимо было выиграть у Брызгалова 40 секунд. Лидер соревнований Игорь Брызгалов стартовал последним под 45 номером. Рябикин сделал все возможное и опередил Брызгалова на 21 секунду, но результата 12.48,0 хватило только на второе место в общем зачёте.
Соревнования по бегу выиграл Анатолий Авдеев (Московская область, Динамо) — 12.27,0.
В результате многодневной борьбы первой в командном зачёте стала Команда Вооружённых Сил, второе место заняла команда Динамо, третье место команда ДСО Профсоюзов, которая могла бы занять более высокое место, но её подвёл один из ведущих профсоюзных спортсменов Сергей Государев — он не справился с конём и получил нулевую оценку.
*Итоговые результаты. Личное первенство
| Место | Спортсмен    | Республика, город          | Сумма |
| ----- | ------------ | -------------------------- | ----- |
| 1.    | И. Брызгалов | Грузинская ССР · Динамо    | 5656  |
| 2.    | С. Рябикин   | Москва · Вооружённые Силы  | 5608  |
| 3.    | М. Сергеев   | Москва · Вооружённые Силы  | 5532  |
| 4.    | И. Чернышев  | Ленинград Вооружённые Силы | 5510  |
| 5.    | В. Рогов     | Белорусская ССР · Динамо   | 5510  |
| 6.    | П. Коржец    | Латвийская ССР · Профсоюзы | 5496  |

*Командные результаты.
| Место | Спортивное общество | Очки   |
| ----- | ------------------- | ------ |
| 1.    | Вооружённые Силы    | 43 122 |
| 2.    | Динамо              | 43 020 |
| 3.    | ДСО Профсоюзы       | 41 243 |